# Sárospataki járás
A Sárospataki járás Borsod-Abaúj-Zemplén vármegyéhez tartozó járás Magyarországon, amely 2013-ban jött létre. Székhelye Sárospatak. Területe 477,67 km², népessége 24 246 fő, népsűrűsége 51 fő/km² volt a 2012. évi adatok szerint. Egy város (Sárospatak) és 15 község tartozik hozzá.
A Sárospataki járás a járások 1983-as megszüntetése előtt is létezett. 1905-ben hozták létre, akkor még Zemplén vármegyéhez tartozott, az 1950-es megyerendezéstől Borsod-Abaúj-Zemplén megyéhez, és 1956-ban szűnt meg. Székhelye mindvégig Sárospatak volt.

## Települései
| Település    | Rang (2013. július 15.) | Kistérség (2013. január 1.) | Népesség (2012. január 1.) | Terület (km²) |
| ------------ | ----------------------- | --------------------------- | -------------------------- | ------------- |
| Sárospatak   | járásszékhely város     | Sárospataki                 | 12 590                     | 139,11        |
| Bodrogolaszi | község                  | Sárospataki                 | 882                        | 20,61         |
| Erdőhorváti  | község                  | Sárospataki                 | 545                        | 50,11         |
| Györgytarló  | község                  | Sárospataki                 | 563                        | 30,19         |
| Háromhuta    | község                  | Sárospataki                 | 125                        | 37,8          |
| Hercegkút    | község                  | Sárospataki                 | 624                        | 7,81          |
| Kenézlő      | község                  | Sárospataki                 | 1 229                      | 22,96         |
| Komlóska     | község                  | Sárospataki                 | 237                        | 29,86         |
| Makkoshotyka | község                  | Sárospataki                 | 869                        | 10,41         |
| Olaszliszka  | község                  | Sárospataki                 | 1 661                      | 39,49         |
| Sárazsadány  | község                  | Sárospataki                 | 249                        | 15,31         |
| Tolcsva      | község                  | Sárospataki                 | 1 681                      | 16,48         |
| Vajdácska    | község                  | Sárospataki                 | 1 302                      | 22,77         |
| Vámosújfalu  | község                  | Sárospataki                 | 857                        | 10,64         |
| Viss         | község                  | Sárospataki                 | 631                        | 13,91         |
| Zalkod       | község                  | Sárospataki                 | 201                        | 10,21         |